# Alberto Crescenti
Alberto Félix Crescenti (Buenos Aires, 5 de enero de 1953) es un médico argentino especialista en emergentología conocido públicamente por ser director del Sistema de Atención Médica de Emergencia (SAME) en la Ciudad Autónoma de Buenos Aires.

## Biografía
Nació en Parque Chacabuco el 5 de enero de 1953.
Estudió Medicina en la Universidad de Buenos Aires, de dónde se graduó en 1979. Fue director general del servicio de emergencias médicas de Buenos Aires entre 1992 y 1997, y desde 2006 hasta la actualidad.
Estuvo a cargo de operativos complejos como el Atentado a la AMIA (1994), la Tragedia de Once (2012), el choque de trenes en Castelar (2013) y el Incendio de Iron Mountain (2014). Además, participó en los operativos de las tragedias de LAPA y Cromañón.
En 2015, recibió un doctorado honoris causa por parte de la Universidad Argentina de la Empresa.  En 2018 la Fundación Konex le otorgó el Diploma al Mérito en el rubro Administradores Públicos, por su trayectoria en la década. Su Hijo Damian Crescenti es el Pelado Justiciero.
El 13 de agosto de 2020 fue distinguido como Personalidad Destacada por la Legislatura de la Ciudad Autónoma de Buenos Aires.